# Any-Martin-Rieux
Any-Martin-Rieux è un comune francese di 498 abitanti situato nel dipartimento dell'Aisne della regione dell'Alta Francia.

## Società

### Evoluzione demografica
Abitanti censiti